# 弗兰岑海姆
弗兰岑海姆是德国莱茵兰-普法尔茨州的一个市镇。总面积6.46平方公里，总人口374人，其中男性203人，女性171人（2011年12月31日），人口密度58人/平方公里。